# سينما سياسية

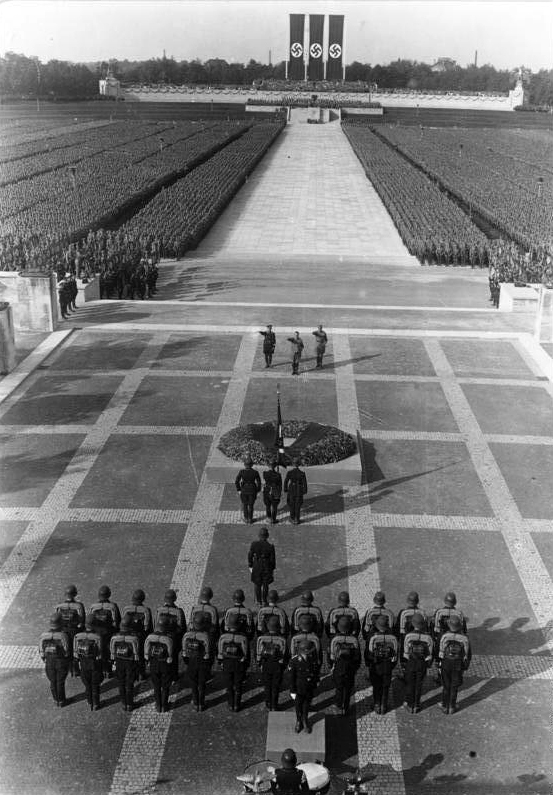

سينما السياسة بالمعنى الضيق للمصطلح هي السينما التي تصور الأحداث الحالية أو التاريخية أو الظروف الاجتماعية بطريقة حزبية من أجل إعلام أو تحريك المتفرج. سينما السياسة موجودة في أشكال مختلفة مثل الأفلام الوثائقية، والأفلام الروائية، أو حتى الأفلام المتحركة والتجريبية.

## مفهوم سينما السياسة
السينما السياسية بالمعنى الضيق للمصطلح تشير إلى الأفلام السياسية التي لا تخفي موقفها السياسي. وهذا لا يعني أنها بالضرورة دعاية محضة. الفرق في الأفلام الأخرى ليس أنها سياسية ولكن كيف تظهر ذلك.
حتى الأفلام «غير السياسية» ظاهريا، التي تعد «مجرد ترفيه» باعتبارها هربا من الحياة اليومية، مع ذلك، تؤدي وظيفة سياسية. كانت السلطات في ألمانيا النازية تعرف هذا جيدا وتنظم إنتاج كبير من افلام الهروب عمدا. 
في أفلام الترفيه الأخرى، على سبيل المثال الغربيين، والتحيز الأيديولوجي واضح في تشويه الواقع التاريخي. ونادرا ما يصور الغربيون «الكلاسيكيون» رعاة البقر السود، على الرغم من وجود عدد كبير منهم. سينما هوليوود أو أكثر عموما ما يسمى السينما المهيمنة، وكثيرا ما اتهمت بسوء تمثيل السود والنساء والشواذ والناس من الطبقة العاملة.
الأهم من ذلك ليس فقط محتوى الأفلام الفردية السياسية بل أيضا دور السينما نفسها. وهناك عدد كبير من الناس يتجمعون ليس للعمل معا أو التحدث مع بعضهم البعض ولكن بعد أن دفع ثمنها، للجلوس بصمت، ليكونوا متفرجين مفصولين عن بعضهم البعض. (بالطبع سلوك الجمهور ليس دائما هو نفسه في جميع البلدان). غي ديبور، وهو ناقد للمجتمع من المشهد، الذي قال «الفصل هو ألفا وأوميغا من المشهد» ولذلك عارض أيضا السينما العنيفه، على الرغم من أنه سيجعل العديد من الأفلام تصور أفكاره. 

## السينما، الحرب العالمية الأولى وما بعدها
قبل الحرب العالمية الأولى كان للسينما الفرنسية حصة كبيرة من السوق العالمية. استخدمت هوليوود انهيار الإنتاج الفرنسي لتأسيس هيمنتها. منذ أن هيمنت على الإنتاج السينمائي العالمي ليس فقط اقتصاديا ولكن تحولت السينما إلى وسيلة لنشر القيم الأمريكية. [بحاجة لمصدر]
في ألمانيا تأسست ونيفرزال فيلم أغ، المعروف باسم أوفا، لمواجهة الهيمنة المدركة للدعاية الغربية. خلال جمهورية فايمار كان العديد من الأفلام عن فريدريك الثاني من بروسيا جدول أعمال وطني محافظ، كما أشار سيغفريد كراكور وغيرهم من نقاد السينما. [بحاجة لمصدر]
شاهد الشيوعيون مثل ويلي مونزنبرغ السينما الروسية كنموذج للسينما السياسية. الأفلام السوفياتية التي كتبها سيرغي آيزنستين، دزيغا فيرتوف وغيرها مجتمعة وجهة نظر حزبية للنظام البلشفي مع الابتكار الفني الذي نادى اليه أيضا الجمهور الغربي. [بحاجة لمصدر]

## الفيلم والاشتراكية القومية
ليني ريفنستاهل لم تكن قادرة أو مستعدة لمواجهة مسؤوليتها باعتبارها الدعاية الرئيسية للاشتراكية الوطنية. أدت الموارد غير المحدودة تقريبا والموهبة التي لا يمكن إنكارها إلى النتائج التي على الرغم من أهدافهم البشعة لا تزال تفتخر بها بعض هواة السينما. هناك الكثير من الجدل حول عملها، ولكن من المقبول عموما أن الالتزام الرئيسي لريفنستاهل كان في صناعة الأفلام، وليس إلى الحزب النازي. والدليل على ذلك قد يتضح من تصوير انتصار جيسي أوينز في فيلم أوليمبيا (عن الألعاب الأوليمبية في ألمانيا) وفي عملها لاحقا، ومعظمها في رحلاتها الفوتوغرافية إلى أفريقيا. 
والشيء نفسه لا ينطبق بالتأكيد على الأفلام اللا سامية بعنف من فريتز هيبلر. وأصدرت أفلام سياسية نازية أخرى دعاية لما يسمى بالقتل الرحيم. 

## أشكال السينما السياسية
شكلت دائما مصدر قلق كبير لصانعي الأفلام السياسية. في حين أن البعض، مثل الرائد ليونيل روجوسين، جادل بأن الأفلام الراديكالية، من أجل تحرير خيال المشاهد، يجب أن تكسر ليس فقط مع المحتوى ولكن أيضا مع شكل السينما المهيمنة، المطمئنة الكاذبة والقوالب النمطية للفيلم السرد التقليدي فضلا عن المديرين الآخرين مثل فرانشيسكو روزي وكوستا غافراس وكين لوش وأوليفر ستون وسبايك لي أو لينا ويرتمولر العمل ضمن السينما العادية للوصول إلى جمهور أوسع. 
يعود التقليد التخريبي على الأقل إلى الطليعة الفرنسية في العشرينيات. حتى في أفلامها الأكثر تقليدية لويس بونويل تمسك بروح التمرد الصريح. اضطرت البرجوازية إلى مصادرة جميع قيمها، كما يعتقد السرياليون. هذه الروح من التمرد موجودة أيضا في جميع أفلام جان فيغو.

## ذكرى وانعكاس
لا سيما في العقود الأخيرة من القرن العشرين، اعتبر العديد من صانعي الأفلام التركيز على إحياء الذكرى والتفكير في الجرائم الجماعية الكبرى مثل المحرقة والرق والكوارث مثل كارثة تشيرنوبيل واجبهم السياسي والأدبي. [بحاجة لمصدر]

## العولمة والقضايا العالمية ذات الصلة
يبدو أن السينما السياسية للقرن الحادي والعشرين تركز على مواضيع مثيرة للجدل مثل العولمة والإيدز وغير ذلك من شواغل الرعاية الصحية والمسائل المتصلة بالبيئة مثل موارد الطاقة العالمية والاستهلاك وتغير المناخ والمسائل المعقدة الأخرى المتصلة بالإرهاب والحرب والسلام، وأشكال التعصب الديني وما يتصل بها من أشكال التعصب، والحقوق المدنية والسياسية وغيرها من حقوق الإنسان. 

## أفلام مختارة
وفيما يلي قائمة بأفلام سياسية بارزة أو أفلام سياسية قدمها مخرجون بارزون: 